# مؤسسة زغبي
مؤسسة زغبي العالمية هي شركة أمريكية خاصة تعنى بالدراسات والبحوث التسويقية واستطلاعات الراي.
تاسست في العام 1984 على يد مؤسسها جون زغبي، تعتبر بحوث الشركة واستطلاعاتها مرجعا للعديد من وسائل الاعلام والحكومات والتظيمات السياسية، وتقوم بعمل بحوثها واستطلاعاتها في أكثر من 70 بلد حول العالم، ويوجد مقر الشركة الرئيسي في نيويورك ومكاتب في فلوريدا وواشنطن ودبي.